# Eddy Ottoz
Eddy Ottoz (Italia, 3 de junio de 1944) es un atleta italiano retirado, especializado en la prueba de 110 m vallas en la que llegó a ser medallista de bronce olímpico en 1968.

## Carrera deportiva
En los JJ. OO. de México 1968 ganó la medalla de bronce en los 110 metros vallas, con un tiempo de 13.46 segundos, llegando a meta tras los estadounidenses Willie Davenport que con 13.33 segundos batió el récord olímpico, y Ervin Hall (plata con 13.42 segundos).